# Крава и пиле
Крава и Пиле је Америчка анимирана хумористичка серија коју је креирао Дејвид Феис за Картун нетворк. Прати надреалне авантуре два смешна рођака који су животиње, Краве и Пилета. Они су често супротстављени са Црвеним Момком, ђаволом који се претвара у разне ликове да их превари.
Прва епизода је била део анимираног серијала Какав цртани!. Њена популарност је омогућила да Хана и Барбера да зелено светло за цео серијал, који се премијерно емитовао 15. јула 1997. Првобитно, Крава и Пиле је имало други сегмент Ја сам ласица, који је касније добио сопствени серијал 10. јуна 1999. Серијал је такође креиран од стране Хана и Бербера. Био је номинован за две Еми награде.

## Опис
Серијал се фокусира на два неспретна, невероватно али некако билошка рођака: слатке и људске природе, нејасног ума, усхићена седмогодишња Крава Стир и њен цинични старији једанаестогодишњи брат Пиле Стир (обома је глас давао Чарли Адлер). Њих двоје су често уплетени у лудорије са својим ватреним непријатељем, Црвеним Момком, који се прерушава у разне персоне како би их преварио.
Споредни ликови укључују Кравине и Пилетове преусхићене људске родитеље, Тата и Мама, који се виде само од струка на доле; Пилетов најбољи друм Флем и Ерл; и његов рођак, Пиле без костију.
Серијал зрачи чудним, надреалним, ружним и одбојним хумором. На пример, Крава и Пиле увек наручују „свињске задњице и кромпир“ у кафетерији, Црвени Момак увек показује своју задњицу, и ликови су често саркастични. Хумор и радња серијала се често базирају на опште познатим дечијим бригама, стрепњама или фобијама као што је случано упадање у женски тоалет, али комично побољшане.
Добар део семантике физичке комедије укључује физичко злостављане Краве. Због тога што је у Хиндуизму крава света животиња, серијал је доста игнорисан у Индији.

## Продукција

### Развој
Дејвид Феисје прво креирао Краву и Пиле као причу за своју ћерку. Феис је био аниматор који је радио са продукцијом Хана и Барбера и неким сродним пројектима од 1978.
Неколико година касније, Какав цртани! је позвао Феиса да изложи своје идеје. Феис је изложио три идеје извршном продуценту Ларију Хуберу. Крава и Пиле су премијерно емитовани на Какав цртани! 1995. Касније, Хана-Барбера је одлучила да је претвори у цео серијал, пратећи много писма фанова који су тражили још.

### Гласови
Један глумац, Чарли Адлер, је давао глас три главна лика, Крави, Пилету и Црвеном Момку. Споредни гласови Канди Мило и Ди Бредли Бејкер као Мама и Тата, и Ден Кастеланета и Хаувард Морис као Ерл и Флем.
Гости су били Феис, Вил Ферел, Карлос Алазраки, Том Кени, Џил Тели, Дом Делуиз, Михаел Гог, Марк Хамил, Џес Харнел, Памела Адлон, и још доста других.

## Епизоде
| Сезона       | Бр. епизода  | Првобитно емитовано | Првобитно емитовано |
| Сезона       | Бр. епизода  | Први пут            | Последњи пут        |
| ------------ | ------------ | ------------------- | ------------------- |
| Прва епизода | Прва епизода | 12. новембар 1995.  | 12. новембар 1995.  |
| 1            | 13           | 15. јул 1997.       | 7. октобар 1997.    |
| 2            | 26           | 16. мај 1998.       | 7. новембар 1998.   |
| 3            | 13           | 26. април 1999.     | 24. јул 1999.       |

Крава и Пиле има укупно 52 епизоде. Свака епизода која траје пола сата садржи два сегмента Крава и Пиле и један Ја сам ласица, који је био као пратећи садржај; касније је имао свој сопствени серијал. Типично, епизода би садржала два седмоминутна дела Краве и Пилета, а затим следи један седмоминутни део Ја сам ласица. Изузетак је била епизода 105, у којој је Ја сам ласица била између два дела Краве и Пилета.
Картун нетворк је и касније поновао емитовао серијал, од 1999. до 2003, и поново од 2005. до 2008.

## Награде и номинације
| Година | Награда                       | Категорија                                                                                | Номинације |
| ------ | ----------------------------- | ----------------------------------------------------------------------------------------- | --- |
| 1996   | Награда Ени                   | Најбољи кратки анимирани серијал                                                          | Хана и Барбера за "Забрањено пушење"                                                                                               |
| 1996   | Награда Еми за ударне термине | Изузетан анимирани програм (један сат или мање)                                           | Баз Потамкин, Лари Хубер, Дејвид Феис, Пилар Менендес и Сем Кит за "Забрањено пушење"                                              |
| 1997   | Награда Ени                   | Најбоље индивидуално достигнуће: прича у тв продукцији                                    | Нора Џонсон за "Ортодонтска Полиција"                                                                                              |
| 1998   | Награда Ени                   | Изузетно индивидуално достигнуће музике у продукцији анимиране телевизије                 | Бил Бурнет и Гај Мун за "Најгрубљи викенд, 2. део"                                                                                 |
| 1998   | Награда Ени                   | Изузетно појединачно достигнуће за продукцију у анимираној телевизијској продукцији       | Винсент Дејвис |
| 1998   | Награда Ени                   | Изузетно појединачно достигнуће за постављање прича у анимираној телевизијској продукцији | Максвел Атомс за "Карате девојка"                                                                                                  |
| 1998   | Golden Reel Award             | Најбоље уређивање звука - звучни ефекти                                                   | Грег Лапланте |
| 1998   | Golden Reel Award             | Најбоља монтажа звука - телевизијска анимирана серија                                     | Картун нетворк |
| 1998   | Golden Reel Award             | Најбоље уређивање звука - Телевизијска анимација - Музика                                 | Картун нетворк |
| 1998   | Награда Еми за ударне термине | Изузетан анимирани програм (један сат или мање)                                           | Дејвис Дои, Винсент Дејвис, Дејвид Феис, Стив Мармел, Ричард Пурсел, и Михаел Рајан за "Бесплатно унутра!/путовање у центар крава" |
| 1999   | Награда Ени                   | Изузетно индивидуално достигнуће за гласовну глуму у анимираној телевизијској продукцији  | Чарли Адлер као Крава |
| 1999   | Golden Reel Award             | Најбоље уређивање звука - Телевизијска анимирана серија - Звук                            | Картун нетворк |
| 1999   | Golden Reel Award             | Најбоље уређивање звука - Телевизијска анимација - Музика                                 | Картун нетворк |
| 2000   | Golden Reel Award             | Најбоље уређивање звука - Телевизијска анимација - Музика                                 | Рок Брејвермен за "Пар будала" |
| 2000   | Награда Ени                   | Најбоље уређивање звука - Телевизијска анимирана серија - Звук                            | Чарли Адлер као Крава |

## Остали медији
Два главна лика, Крава и Пиле, појавили су се као ванземаљци у Бен 10: Омниверс.  Они су били други Картун Нетвурк ликови који су се појавили у Бен 10, први је био Били из Гримове авантуре Билија и Менди.
Пиле се појавио при крају Картун Планет епизоде „Том Фолери“.
Крава се појавила на почетку епизоде „Хербицидни Манијак“ у серијалу Гримове авантуре Билија и Менди, где даје Генералу Скару ђубриво.
Током серијала Мад у епизоди „Једном поподне“, Крава и Пиле су између осталих анимираних ликова поново на окупу у сатири АБЦ-ијеве Једном давно.

## Домаћи медији
Крава и Пиле: прва сезона, сет од два диска који садржи целу прву сезону са 13 епизода, је објавио Медмен Ентртејмент у Аустралији 12. септембра  2007. Друга сезона је изашла 10. фебруара 2010. Цео серијал је избачен на ДВД у Тајланду са 4 сезоне, који је садржао Тајландски и Енглески аудио, али без дела „Буфало Девојке“.
Игрица Картун Нетворк Трке садржи епизоде „Црна овца породице“ и „Дете звезда“ (Само ПС2 верзија) као додаци.
Све 4 сезоне су избачене на АјТјунс и Амазону 16. августа 2018.
| Наслов                       | Формат | Држава     | Дистрибутер        | Датум издавања      |
| ---------------------------- | ------ | ---------- | ------------------ | ------------------- |
| Картун нетворк: Крава и Пиле | ВХС    | САД        | Картун нетворк     | 1998                |
| Крава и Пиле: 1. сезона      | ДВД    | Аустралија | Медмен Ентртејмент | 12. септембар 2007. |
| Крава и Пиле: 2. сезона      | ДВД    | Аустралија | Медмен Ентртејмент | 10. фебруар 2010.   |

Америчка издања
- Картун нетворк Ноћ вештица: "Крава са четири ока"
- Картун нетворк Божић: "Ја и мој пас"

### Видео игре
Крава, Пиле и Црвени  Момак су ликови коју могу да се играју у Картун Нетворк Тркама. А у ПС2 верзији су укључени и Флем и Ерл.
Крава/Суперкрава, Пиле и Црвени Момак могу да се играју као ликови у игрици Картун Нетворк Аутопут.
У игрици ФјужнФол, један од ликова има предмет који је базиран на овом серијалу. Такође њихов рођак Пиле без костију, се може наћи на билборду у игрици. Иако није у игрици, Крава је представљена као Суперкрава у облику статуе.